# (148209) 2000 CR105
(148209) 2000 CR105 è il quarto oggetto più lontano dal Sole conosciuto del sistema solare, dopo Eris, (87269) 2000 OO67 e Sedna.

## Parametri orbitali
(148209) 2000 CR105 e Sedna differiscono dagli altri oggetti del disco diffuso, giacché l'elevato valore del loro perielio esclude la possibilità di qualsiasi interazione gravitazionale di rilievo con Nettuno; le teorie attuali non sono dunque in grado di spiegare come questi oggetti abbiano potuto immettersi su traiettorie così ellittiche. Tipicamente in questi casi si invoca la remota possibilità del passaggio ravvicinato di una stella o dell'esistenza di un gigante gassoso nell'estrema periferia del sistema solare.